# Iceberg
Iceberg (произносится Айсберг) — итальянский дом моды. Основанная в 1974 году Сильвано Герани и Джулианой Марчини, компания производит коллекции «прет-а-порте» мужской и женской одежды, аксессуары, парфюмерию и детскую одежду. Штаб-квартира компании находится в Италии, Сан-Джованни-ин-Мариньяно, Эмилия-Романья. Бутики бренда расположены в Италии, Лимбурге, Никосии, Эр-Рияде, Дубае, и различных городах Китая
Начав специализироваться на трикотажных изделиях, Iceberg был одним из первых производителей модной спортивной одежды, а затем расширился до производства кожаной и джинсовой одежды. В изделиях Iceberg появлялись звезды Памела Андерсон, Пэрис Хилтон, Lil 'Flip, Lil' Kim и Mischa Barton . Исполнитель Lil 'Flip упоминает Iceberg во многих своих песнях. В июле 2011 года коллекция компании была представлена на подиуме модного показа в Барселоне .